# Tara-brochen
Tara-brochen er en keltisk broche fra Irland fra omkring år 700 e.Kr.. Det anses for at være en af de vigtigste bevarede genstande fra tidlig kristen tid. Den repræsenterer irsk insulær kunst og er udstillet på National Museum of Ireland i Dublin .
Brochen er godt 18 cm lang og består hovedsagelig af forgyldt sølv udsmykket med indviklede, abstrakte dekorationer (irsk fletning) på for- og bagside. På dens perler findes over tyve ulve- og dragehoveder.
Formgivningen, sølvsmedenens teknik (filigran og indlagt arbejde) og det anvendte guld, sølv, kobber, rav og glas er af meget høj kvalitet og vidner om det høje stade, som Irlands guldsmede havde nået i 600-tallet. Brochen er i pseudo-cirkel stil; det viser, at den ikke skulle bruges som beklædningsdel, men havde et rent dekorativt formål. Som mange andre brocher fra tiden indeholder den hverken kristne eller hedenske motiver. Den er skabt til en velstående mand, som ønskede et personligt udtryk for sin status. Tara-brochen er sandsynligvis den mest spektakulære og en af de bedst bevarede af flere dusin kostbare brocher, som er fundet på De britiske øer, hovedsagelig i Irland. Selv om der er ligheder i stil, er de alle helt forskellige i detaljerne. Der er benyttet kostbart metal og halvædelstene.
Selv om brochen er navngivet efter Tara-bakkerne, der var sædet for Irlands mytologiske overkonger, har den hverken kendt forbindelse til Tara eller overkongerne. Brochen blev fundet i august 1850 på stranden ved Bettystown i nærheden af Laytown i grevskabet Meath. Finderen (en bondekone eller hendes to sønner) hævdede at have fundet den i en æske nedgravet i sandet, men mange mener, at den blev fundet inde i landet, og at påstanden om stranden kun var en undskyldning for ikke at få juridiske komplikationer med ejeren af det virkelige fundsted. Smykket blev solgt til en antikvitetshandler og af ham til en guldsmed, som kaldte den "Tara-brochen" for at gøre den mere attraktiv.